# Allochernes peregrinans
Espèce
Allochernes peregrinans est une espèce de pseudoscorpions de la famille des Chernetidae.

## Distribution
Cette espèce est endémique de l'émirat du Sharjah aux Émirats arabes unis.

## Publication originale
- Mahnert, 2009 : Order Pseudoscorpiones. Arthropod fauna of the UAE, p. 26-42.